# Irina Maleeva
Irina Maleeva (Bulgaria, 1º gennaio 1954) è un'attrice bulgara.

## Biografia
Attrice poliedrica protagonista di: teatro, cinema, televisione, e del mondo della musica.
Figlia di una famosa attrice teatrale bulgara Irina Tasseva e di un aristocratico statista italiano, la Maleeva si è affermata per la prima volta come attrice bambina nella sua nativa Bulgaria, e di lì è iniziata la sua carriera.
Fu scoperta per il cinema da Federico Fellini all'età di 15 anni per il film Tre passi nel delirio. Successivamente è stata scelta per la parte principale di Jessica nel film TV The Merchant of Venice, diretto da Orson Welles. 
Esperta in sette lingue e laureata in pittura e scenografia presso la storica Accademia di Belle Arti di Roma, oltre agli studi alla Cinecittà Drama Film School e alla prestigiosa Royal Academy of Dramatic Art di Londra.
Nei suoi successi cinematografici, lavora con gli iconici registi italiani Luchino Visconti e Roberto Rossellini recitando in più di 30 ruoli principali in film europei e americani al fianco di luminari come James Mason, Valentina Cortese e Terence Stamp, oltre a noti attori come Susan Sarandon nel film The Meddler, oppure Charles Grodin,  Anthony Franciosa e Klaus Kinski.
Per la sua interpretazione di una contessa demente nel film poliziesco di culto Union City, Maleeva è apparsa al fianco dei rocker Debbie Harry e Pat Benatar e per il suo ruolo in questo film è stata premiata al Toronto Film Festival.
Più tardi avrebbe interpretato la parte della signora Hasadan nella stravagante commedia degli errori Wasabi Tuna.
Tra gli altri suoi lavori come attrice ci sono la protagonista nelle serie televisive italo-francesi Poly e le sette stelle e The Girl without Identity. I ruoli televisivi americani includono l'apparizione come guest star in Days of our Lives, The Gilmore Girls, Pensacola, Just Shoot Me, Six Feet Under, Angel e Threshold. Maleeva è stata la principale attrice ricorrente nella serie televisiva Cracking Up e nella pluripremiata soap opera The Bold e Beautiful. È stata anche guest star in American Body Shop, nella serie drammatica di fantascienza Heroes e nel ruolo di Ruba nello show prodotto dalla HBO Twelve Miles of Bad Road.  Ha recitato nella serie televisiva poliziesca Aquarius con David Duchovny.
Nel 2017, ha ricevuto il SEEfest Life Achievement Award del South East European Film Festival un premio che le è stato consegnato dal sindaco di Beverly Hills oltre a dare il via al SEEfest festival nel 2018 con un'esibizione dal vivo del suo musical Gypsy in My Soul diretto da Carlyle King al WACO Theatre Center nel colorato quartiere artistico di North Hollywood.

## Filmografia parziale

### Cinema
- Tre passi nel delirio, regia di Roger Vadim, Louis Malle e Federico Fellini (1968)
- Satyricon, regia di Gian Luigi Polidoro (1969)
- Nella stretta morsa del ragno, regia di Antonio Margheriti (1971)
- Ku Fu? Dalla Sicilia con furore, regia di Nando Cicero (1973)
- Metti... che ti rompo il muso, regia di Giuseppe Vari (1973)
- Piedino il questurino, regia di Franco Lo Cascio (1974)
- Ordine firmato in bianco, regia di Gianni Manera (1974)
- Il trafficone, regia di Bruno Corbucci (1974)
- La città sconvolta: caccia spietata ai rapitori regia di Fernando Di Leo (1975)
- The Yum Yum Girls regia di Barry Rosen (1976)
- I teleftaia ptisi, regia di Dimis Dadiras (1978)
- Union City, regia di Marcus Reichert (1980)
- Una pazza vacanza di Natale regia di Zane Buzby (1986)
- Delitto al computer (Hard Drive), regia di James Merendino (1994)
- The Comedy of Errors, regia di Wendell Sweda (2000)
- Wasabi Tuna, regia di Lee Friedlander (2003)
- Maattrraan, regia di K.V. Anand (2012)
- The Meddler - Un'inguaribile ottimista (The Meddler) , regia di Lorene Scafaria (2015)

### Televisione
- The Merchant of Venice, regia di Orson Welles – film TV (1969)
- Poly e le sette stelle (Poly à Venise) – serie TV, 13 episodi (1970)
- The Judge, regia di Martin Pasetta – serie TV (1986)
- Pensacola: squadra speciale Top Gun (Pensacola: Wings of Gold)  – serie TV, episodio 2x18 (1999)
- Una mamma per amica (Gilmore Girls) – serie TV, episodio 1x02 (2000)
- Beautiful – serie TV, 5 episodi (2006)
- Heroes, regia di Jeannot Szwarc – serie TV, episodio 2x06 (2007)
- Jane the Virgin – serie TV, episodio 3x07 (2016)
- Aquarius – serie TV, episodio 2x08 (2016)